# Балка Гороховата
Балка Гороховата — балка (річка) в Україні у Бобринецькому й Устинівському районах Кіровоградської області. Права притока річки Інгулу (басейн Чорного моря).

## Опис
Довжина балки приблизно 22,82 км, найкоротша відстань між витоком і гирлом — 14,66 км, коефіцієнт звивистості річки — 1,58. Формується декількома балками та загатами. На деяких ділянках балка пересихає.

## Розташування
Бере початок на північно-східній стороні від села Червонопілля. Спочатку тече на південний схід через села Василівку та Никонорівку, далі тече переважно на північний схід через село Селіванове і у селі Ганно-Леонтовичеве впадає в річку Інгул, ліву притоку річки Південного Бугу.

## Цікаві факти
- У селі Селіванове балку перетинає автошлях Т 2401[4] (територіальний автомобільний шлях в Україні, Городище — Шпола — Новоукраїнка — Бобринець — Устинівка. Проходить територією Черкаської та Кіровоградської областей.).
- На балці існують газгольдери та газові свердловини[2].